# Landesbeauftragter für politische Bildung Schleswig-Holstein

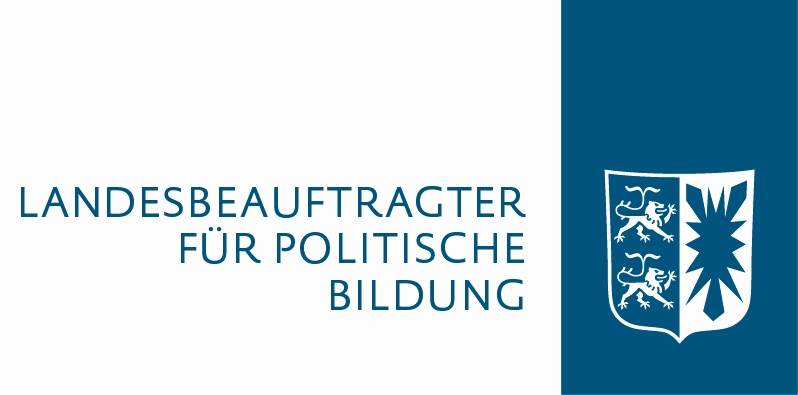
Logo des Landesbeauftragten für politische Bildung Schleswig-Holstein

Der Landesbeauftragte für politische Bildung Schleswig-Holstein beziehungsweise sein Amt nimmt in Schleswig-Holstein die Aufgaben der früheren Landeszentrale für politische Bildung wahr. Das Amt des unabhängigen und überparteilichen Landesbeauftragten ist bei der Präsidentin des Schleswig-Holsteinischen Landtags angesiedelt. Er wird für sechs Jahre direkt vom Schleswig-Holsteinischen Landtag gewählt. Als erster gewählter Landesbeauftragter hat Christian Meyer-Heidemann dieses Amt seit 2016 inne. Seit 2022 amtiert er in zweiter Amtszeit.

## Geschichte
Im Jahr 1957 etablierte Kultusminister Edo Osterloh die sogenannte Dienststelle des Landesbeauftragten für staatsbürgerliche Bildung in Schleswig-Holstein. 1984 wurde diese in „Landeszentrale für politische Bildung“ umbenannt. Nicht ganz zwei Jahrzehnte später entstand 2003 der Landesbetrieb „Landeszentrale für politische Bildung Schleswig-Holstein“, der bis 2005 dem Ministerium für Bildung, Wissenschaft, Forschung und Kultur des Landes Schleswig-Holstein unterstand. Von 2005 bis 2009 war die Landeszentrale für politische Bildung der Staatskanzlei zugeordnet. Nach der Landtagswahl im Jahr 2009 wurde die Landeszentrale Teil des Kultusministeriums. Anfang 2011 siedelte die Einrichtung zum Schleswig-Holsteinischen Landtag über und bildete in der Landtagsverwaltung eine Stabsstelle beim Landtagsdirektor. 2015 wurde schließlich durch das Gesetz zur Einrichtung des Amtes eines oder einer Landesbeauftragten für politische Bildung der Status eines unabhängigen Beauftragten geschaffen. Schleswig-Holstein ist damit das einzige Bundesland, das keine Landeszentrale, sondern einen Landesbeauftragten für politische Bildung hat.

## Leitung
Erster Landesbeauftragter für staatsbürgerliche Bildung war von 1956 bis 1984 Ernst Hessenauer. Ihm folgte Wolfgang Hubrich von 1984 bis 1989 als Direktor der Landeszentrale für politische Bildung. Von 1990 bis zum Jahr 2002 übernahm Karl-Heinz Harbeck diese Aufgabe. In den Jahren 2003 bis 2008 leitete Wolfgang Behrsing die Landeszentrale. Kommissarisch war das Amt von 2009 bis 2010 Brigitte Hohmann übertragen. Von Januar 2011 bis August 2013 unterstand die Leitung der Landeszentrale für politische Bildung Schleswig-Holstein Annette Wiese-Krukowska. Im Juni 2014 wurde Heiko Vosgerau Leiter der Einrichtung.
Zum ersten Landesbeauftragten für politische Bildung wählte der Schleswig-Holsteinische Landtag am 20. November 2015 den Politikwissenschaftler und Politikdidaktiker Christian Meyer-Heidemann auf der Grundlage eines fraktionsübergreifenden Antrags. Der Wahl war ein offenes Interessenbekundungsverfahren unter Federführung des Kuratoriums für politische Bildung vorausgegangen. Am 28. Oktober 2021 stimmte der Schleswig-Holsteinische Landtag einem Antrag aller demokratischen Fraktionen folgend gegen die Stimmen der AfD für eine zweite Amtszeit von Christian Meyer-Heidemann, die mit Jahresbeginn 2022 begann und bis Ende 2027 andauert.

## Aufgaben
Der Landesbeauftragte für politische Bildung berät die Landesregierung und den Landtag in Grundsatzangelegenheiten der politischen Bildung. Der Landesbeauftragte und sein Team arbeiten unabhängig und überparteilich.
Aufgabe des Landesbeauftragten ist es, politische Bildungsangebote für die Bürger in Schleswig-Holstein zu konzipieren und umzusetzen. Hierzu werden Vorträge, Workshops, Fortbildungen, Publikationen und weitere Formate angeboten. Mit diesen Möglichkeiten soll die freiheitlich-demokratische Grundordnung gestärkt, politisch-historisches Wissen vermittelt und die demokratische politische Kultur in Schleswig-Holstein belebt werden.
Grundlage der Arbeit sind das Grundgesetz der Bundesrepublik Deutschland, die Verfassung des Landes Schleswig-Holstein und der Beutelsbacher Konsens. Dieser formuliert drei grundlegende Prinzipien für jede politisch-pädagogische Praxis, die unter einem öffentlichen Auftrag steht: Das Überwältigungsverbot, die Berücksichtigung kontroverser Positionen in der politischen Bildung sowie die Befähigung der Adressaten, in politischen Situationen ihre eigenen Interessen zu analysieren.

## Veranstaltungen und Projekte
Die Themen der Projekte und Veranstaltungen des Landesbeauftragten für politische Bildung widmen sich landeskundlichen und historischen Fragen, befassen sich aber ebenso mit aktuellen politischen Anforderungen und Entwicklungen. Es wird auf unterschiedliche Formate und Methoden gesetzt, die einen Austausch der Teilnehmer ermöglichen. Oft wird dabei in Kooperation mit Akteurinnen und Akteuren der politischen Bildungslandschaft in Schleswig-Holstein agiert.
Christian Meyer-Heidemann ist Gründer des Erstwählerprojekts jung & wählerisch. Außerdem organisiert und unterstützt der Landesbeauftragte für politische Bildung weitere Projekte, vor allem im Jugendbereich, wie beispielsweise Jugend debattiert, Journalismus macht Schule, Model United Nations (MUN-SH), das Jugendmedienfestival sowie PartizipAction! (die landesweite Vernetzung der kommunalen Kinder- und Jugendvertretungen) und die Initiative #LaWa_SH.

## Kuratorium des Landesbeauftragten für politische Bildung
Der Landesbeauftragte für politische Bildung wird bei seiner Arbeit von einem 12-köpfigen Kuratorium unterstützt.
Das Kuratorium besteht aus je einem Mitglied der im Schleswig-Holsteinischen Landtag vertretenen Parteien sowie je einer von diesen Parteien benannten sachverständigen Person oder Vertretern von Einrichtungen oder Verbänden, die mit Fragen der politischen Bildung befasst sind. Die parteinahen Landesstiftungen der im Landtag vertretenen Parteien benennen ebenso wie die Landesschülervertretungen jeweils einen gemeinsamen Vertreter oder eine gemeinsame Vertreterin. Die Mitglieder werden für die Dauer der Wahlperiode des Schleswig-Holsteinischen Landtages durch den Landtagspräsidenten bestellt.
Seit dem Mai 2019 ist Karsten Biermann, Direktor der Internationalen Bildungsstätte Jugendhof Scheersberg e. V., Vorsitzender des Kuratoriums. Stellvertreterin ist die Landtagsabgeordnete des SSW Jette Waldinger-Thiering. Beide wurden in ihren Ämtern auch in der 20. Wahlperiode auf der konstituierenden Sitzung des Kuratoriums am 22. November 2022 in ihren Ämtern bestätigt.
Die Aufgaben des Kuratoriums ergeben sich aus § 6 PolBiLBeauftrG SH.

## Publikationsangebot
Das Publikationsangebot des Landesbeauftragten reicht von Fragen der Zeitgeschichte über gesellschaftliche Aspekte bis zu aktuellen Themen der Politik – etwa zu Flucht und Migration, der digitalen Transformation oder zur Zukunft Europas. Es richtet sich hauptsächlich an Bürgerinnen und Bürger des Landes Schleswig-Holstein (abgesehen von eigens herausgegebenen Werken, die bundesweit versendet werden). Die Publikationen werden überwiegend für einen geringen Kostenbeitrag abgegeben, einige sind sogar kostenfrei.
Der Landesbeauftragte für politische Bildung ist im Verbund mit den weiteren Landeszentralen an Sonderausgaben von Büchern für die Zentralen für politische Bildung (ZpB) beteiligt. In gemeinsamen Publikationskonferenzen werden Werke gemeinsam ausgewählt und Kontingente im Rahmen einer preisreduzierten Sonderauflage herausgegeben.
Über das Angebot von Verlagspublikationen hinaus gibt der Landesbeauftragte für politische Bildung auch Eigenpublikationen heraus. U. a. sind die Broschüre „Nationale Minderheiten und Volksgruppen in Schleswig-Holstein“ sowie die Unterrichtsmaterialien zur Landespolitik „Demokratie in Schleswig-Holstein“ (19. Wahlperiode) und zur Kommunalpolitik „Demokratie direkt vor unserer Tür“ kostenfrei über die Website bestellbar.